# Formula regiminis
Formula regiminis s popolnim naslovom  Formula regiminis et iudiciorum in Ducatu Curlandiae et Semigalliae (latvijsko Formula regiminis un Kurzemes statūti, slovensko Uprava in sodni sistem Vojvodstva Kurlandija in Semgalija) je bila ustava Vojvodstva Kurlandije in Semgalije, potrjena leta 1617 med vladavino vojvode Friderika Kettlerja. Hkrati s Formulo regimibis je bil potrjen tudi Kurlandski statut (latinsko Statuta Curlandica)  ali Statuta et leges Curlandiae et Semigalliae (slovensko Statut in zakoni Kurlandije in Semgalije), ki je veljal do leta 1865. 
Ti v latinščini napisani dokumenti so bili tako dodelani in nedvoumno razumljivi, da so bili v rabi  še po priključitvi Vojvodstva Kurlandije in Semgalije k poljsko-litovski Republiki obeh narodov leta 1795.

## Ozadje
Kmalu po ustanovitvi Vojvodstva Kurlandija in Semgalija so plemiči na Riškem in Bauškem deželnem zboru leta 1567 in Bauškem deželnem zboru leta 1568 zaprosili vojvodo Gotharda, naj objavi Knjigo statutov državne uprave in zakonov (nemško Statuten-Buch und Landrecht). Jelgavski deželni zbor leta 1570 je imenoval komisijo 17 mož in se odločil poiskati učenega moža, ki bi napisal zakonik. Delo je bilo leta 1572 zaupano vojvodskemu kanclerju M. Brunovsu, vendar ni obrodilo uspeha.
Po smrti vojvode Gotharda sta njegova sinova leta 1596 na gradu Kalnamuiža v Tērveteju sklenila sporazum o delitvi vojvodstva na dva dela, ki ga je leta 1598 odobril poljski kralj in litovski veliki knez Sigismund III. Vasa. Ko se je 16. februarja 1601 začela vojna med Švedsko in Poljsko-Litvo, je kurlandsko viteštvo vojvodi Frideriku vložilo pritožbo zaradi neurejenosti državne zakonodaje. Vojvoda je zato leta 1606 na Jelgavskem deželnem zboru imenoval komisijo 10 mož, ki naj bi to uredila.
Januarja 1615 se je deželni zbor, sklican v Auceju, odločil, da bo za model svoje ustave vzel Piltenske statute. Ko je na zbor prišel kurlandski vojvoda Viljem, je zahteval, da se deželni zbor preseli v Jelgavo. Zaradi sporov, ki so se pojavili v Jelgavskem deželnem zboru, sta bila 20. avgusta 1615 ubita dva najhujša nasprotnika vojvodske oblasti, brata Magnus in Gothard Nolde. 19. februarja 1616 je Jelgavski deželni zbor napisal pritožbo kralju in poslal osnutek statutov v odobritev varšavskemu Sejmu (parlamentu). Kralj Sigismund III. je potem, ko je prejel pritožbo plemičev, julija 1616 v varšavskem Sejmu oba vojvoda odstavil z oblasti in imenoval preiskovalno komisijo, sestavljeno iz sedmih mož, ki jo je vodil kulmski škof Jan Kuczborski. Komisija je začela z delom 6. februarja 1617 v mestni hiši v Jelgavi in že 18. marca končala s pisanjem ustave in statutov. Izvirne dokumente so dostavili kralju, dve uradni kopiji pa sta dobila vojvoda Friderik in zbor kurlandskih vitezov. 31. avgusta 1618 je Jelgavski deželni zbor naročil vojvodski pisarni, naj vsem štirim grajskim gospodom pošlje še nemški prevod dokumentov.

## Vsebina

### Državno in upravno pravo
V skladu z ustavo je bila ustanovljena stalna vojvodska vlada, ki so jo sestavljali štirje glavni svetniki (Oberräte): deželni mojster, kancler, deželni grofje in deželni maršal. Vojvoda odslej ni smel odločati o nobenem pomembnem političnem vprašanju brez njihove vednosti, še posebej, če je zadeva vplivala na pravice in privilegije plemstva. Upravno sta bili vojvodstvi razdeljeni na sodišča ali okrožja jelgavskih, kuldiških, selpilskih in tukumskih gospodov, ki so bila nadalje razdeljena na osem gosposkih okrožij in številne majhne župnije. Vojvodski deželni zbori so se morali sestajati najmanj enkrat na dve leti, odločitve prejšnje deželnih zborov pa so izgubile zakonsko veljavo. Če je prej lahko na deželnih zborih sodeloval kateri koli plemič, je imela zdaj vsaka župnija samo en glas, čeprav je bilo mogoče na zbor poslati dva do tri predstavnike.

### Kurlandski statut
Kurlandski statut je kodificiral procesne (§ 1—49), civilnopravne (§ 50—205) in kazenskopravne (§ 206—228) norme, s čimer so bile najobsežneje opisane civilne pravice plemičev. Kazensko pravo je bilo opisano skromneje. Avtorji Kurlandskih statutov so se na splošno držali Piltenskih statutov, vendar so prevzeli tudi nauke germanskega, poljskega, kanonskega in rimskega prava. Pravni položaj kmetov se je zato poslabšal, saj so tlačane začeli enačiti s sužnji antičnega Rimskega cesarstva. Med Livonsko konfederacijo so se samo Drevljani imenovali homines proprii (dobesedno lastni ljudje).
Statuti so med drugim uzakonili rabo gregorijanskega koledarja s  1. januarjem 1618. 

## Posledice
Leta 1618 je bil za vojvodo Kurlandije in Semgalije izvoljen Friderik Kettler, ki je pred tem vladal samo v Semgaliji, in odobril Formulo regiminis. Tudi on ni mogel več sprejemati nobenih odločitev brez soglasja vojvodskega sveta, zato je Vojvodstvo Kurlandija postalo ustavna monarhija. V skladu z ustavo naj bi se deželni zbor sklical enkrat na dve leti, udeležili pa naj bi se ga odposlanci (nunciati) iz vseh župnijskih okrožij (Kirchspiel), ki jih je bilo takrat 27. Za prizorišče zasedanj deželnega shoda je bilo določeno glavno mesto Jelgava. 
Leta 1622 so švedske čete zasedle vso Sēlijo in Semgalijo. Vojvoda Friderik je bil prisiljen na umik na grad Kuldīga. Novembra 1622 je bilo na gradu Jelgava podpisano premirje, po katerem je Piltenska regija ostala pod neposredno oblastjo Poljske-Litve, vendar je znova združeno Vojvodstvo Kurlandija in Semigalija še naprej obstajalo kot enoten suvereni fevd Poljsko-litovske skupnosti. 
Do leta 1727 so bili Kurlandski statuti v obtoku le v rokopisni obliki, zato se je med njihovim prepisovanjem (pomotoma ali zavestno) pojavilo več različic. Stavek "Gospod, ki med lakoto zapusti svoje tlačane, bo za kazen izgubil vse pravice do njih" v  § 61, je bil na primer zapisan le v vojvodski kopiji, v viteški kopiji pa ne. Leta 1717 so plemiči dosegli, da je bila omenjena določba razveljavljena.